# William King (gouverneur)
Pour les articles homonymes, voir William King et King.
William King (9 février 1768 - 17 juin 1852) est un armateur, militaire et homme d'État américain, premier gouverneur de l'État du Maine lorsqu’il se sépara du Massachusetts en 1820 à la suite du compromis du Missouri.

## Biographie
William King est né le 9 février 1768 à Scarborough, relevant alors de la province de la baie du Massachusetts. Son éducation est restée au niveau primaire, mais gros travailleur, il est devenu un commerçant prospère et un investisseur immobilier important. Il a ouvert la première usine de coton dans le Maine, à Brunswick. Il a fondé et a été président de la première banque de Bath.
King devient politiquement actif en 1795 en tant que membre du Parti démocrate-républicain. Il est membre de la Chambre des représentants du Massachusetts de 1795 à 1799, puis au Sénat de l'État pour le comté de Lincoln de 1807 à 1811. Pendant la guerre de 1812, il est nommé général de division de la milice responsable du district du Maine. Il consacre une grande partie de son attention à la navigation et aux défenses côtières. Dès 1813, il milite pour l'érection du Maine en État autonome, séparé du Massachusetts, y compris au Sénat où il est réélu en 1816. Le compromis du Missouri permet au Maine d'être reconnu comme État le 15 mars 1820. Peu après, il est élu gouverneur du nouvel État.
En mai 1821, le président James Monroe le nomme ministre plénipotentiaire chargé de négocier un traité avec l’Espagne. King doit alors démissionner de son poste de gouverneur le 28 mai 1821 pour exercer cette fonction. En 1824, il négocie avec succès un traité qui consacre la neutralité les États-Unis vis-à-vis de la lutte mexicaine pour l'indépendance. 
En 1834, il concourt une nouvelle fois pour le poste de gouverneur du Maine sous la bannière whig, mais il est défait.
Il est mort chez lui, à Bath, dans le Maine, le 17 juin 1852.

## Source
- (en) Cet article est partiellement ou en totalité issu de l’article de Wikipédia en anglais intitulé « William King (governor) » (voir la liste des auteurs).